# Jimmy Hayward
James Hayward, detto Jimmy (Kingston, 17 settembre 1970), è un regista, sceneggiatore e animatore canadese naturalizzato statunitense.

## Filmografia

### Regista
- Ortone e il mondo dei Chi (Horton Hears a Who!) (2008)
- Jonah Hex (2010)
- Free Birds - Tacchini in fuga (Free Birds) (2013)

### Animatore

#### Lungometraggi
- Toy Story - Il mondo dei giocattoli (Toy Story), regia di John Lasseter (1995)
- A Bug's Life - Megaminimondo (A Bug's Life), regia di John Lasseter (1998)
- Toy Story 2 - Woody e Buzz alla riscossa (Toy Story 2), regia di John Lasseter (1999)
- Monsters & Co. (Monsters, Inc.), regia di Pete Docter (2001)
- Alla ricerca di Nemo (Finding Nemo), regia di Andrew Stanton (2003)
- Robots, regia di Chris Wedge (2005)

#### Cortometraggi
- La nuova macchina di Mike (Mike's New Car), regia di Pete Docter (2002)

#### Televisione
- ReBoot - serie TV (1994)

### Sceneggiatore
- Free Birds - Tacchini in fuga (Free Birds), regia di Jimmy Hayward (2013)